# (100924) Luctuymans
(100924) Luctuymans est un astéroïde de la ceinture principale.

## Description
(100924) Luctuymans est un astéroïde de la ceinture principale. Il fut découvert le 1er juin 1998 à La Silla par Eric Walter Elst. Il présente une orbite caractérisée par un demi-grand axe de 2,35 UA, une excentricité de 0,20 et une inclinaison de 1,7° par rapport à l'écliptique.

## Compléments